# Mazama karłowata
Mazama karłowata (Mazama rufina) – gatunek ssaka z rodziny jeleniowatych (Cervidae). Występuje w Ameryce Południowej (Kolumbia, Ekwador i Wenezuela).